# سوزانا برين
سوزانا برين (بالإنجليزية: Suzanne Breen)‏ هي محرِّرة وصحفية بريطانية، ولدت في 1967.